# Champfèr

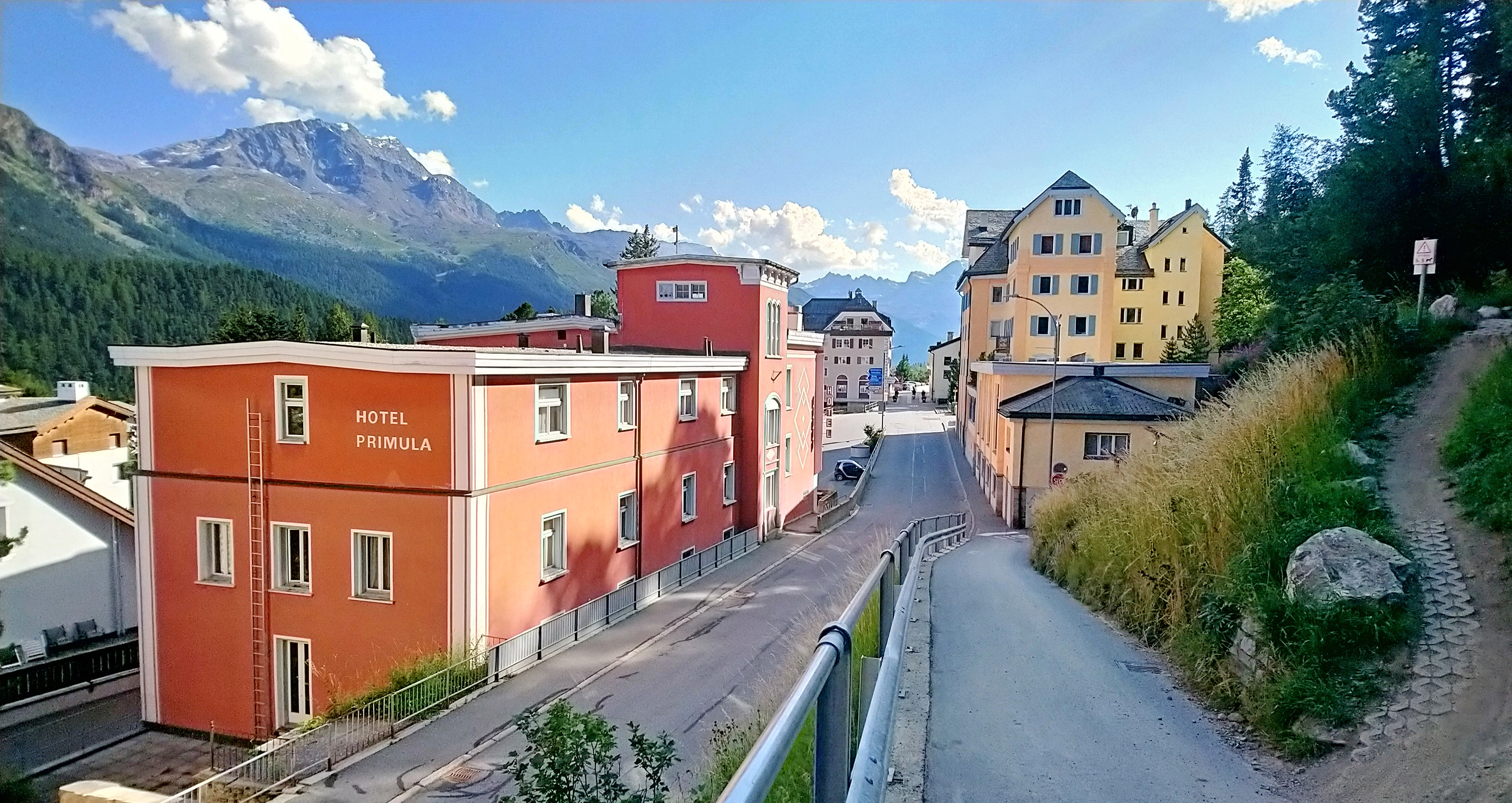

Champfèr – wieś w Szwajcarii, na północny wschód od jeziora Lej da Champfèr, przy starej drodze wiodącej przez dolinę Engadyny wzdłuż rzeki Inn. Wieś leży nad strumieniem Ova da Suvretta, stanowiącym granicę między gminami Sankt Moritz i Silvaplana w regionie Maloja, w kantonie Gryzonia.
Wzmiankowana w 1139 jako Campofare, (niem. Campfer); w 1521 wybudowano tu kościół św. Rocha, w 1866 drogę do kurortu St. Moritz; od końca XIX datuje się szybka rozbudowa bazy pensjonatów i hoteli. W roku 1900 wieś zamieszkana była przez 124, a w 2003 - przez 462 osoby.
Źródło
- historia Champfèr (niem., franc., wł.)